# Dolors Marsans i Comas
Dolors Marsans i Comas   (les Corts, 27 de juliol de 1906 - 16 de febrer de 1999) va ser una activista antitaurina pionera i editora catalana.

## Biografia
Filla de Dolors Comas i Masferrer (filla de Josep Comas i Masferrer i de Dolors Masferrer i Bosch) i de Lluís Marsans i Peix (fill de Josep Marsans i Rof, fundador de la Banca Marsans) va néixer a la masia de Can Sòl de Baix de les Corts, en un ambient rural amb molta presència de cavalls i gossos, on va sorgir la seva voluntat de defensar els drets dels animals.
El 1947 va decidir entrar a la Lliga per a la Protecció d'Animals i Plantes de Barcelona, on fou vocal de Plantes, secretària general i tresorera. Sense deixar aquest darrer càrrec, que ostentaria durant nou anys, el 1950 esdevingué la primera secretària general de la Federació Espanyola de Societats Protectores d'Animals i Plantes (FESPAP), una entitat que més endavant passaria a presidir. També impulsà la creació i tingué diversos càrrecs en l'Associació contra la Crueltat en els Espectacles. Fins i tot, va crear una publicació per difondre les seves idees, anomenada Pregón en defensa de los animales.
La seva activitat no es va limitar a l'estat espanyol, sinó que va ostentar càrrecs directius a la World Federation for the Protection of Animals de Zúric, la International Society for the Protection of Animals de Londres, la International Association Against Paintful Experiments on Animals i la Ligue Internationale des Droits de l'Animal de París. Sempre va defensar especialment l'obra del doctor Albert Schweitzer a Lambaréné.
El fons documental que testimonia la seva intensa activitat entre 1944 i 1996 es pot consultar a l'Arxiu Nacional de Catalunya.